# أوقست هايم
أوقست هايم (بالألمانية: August Heim)‏ هو مبارز بالسيف ألماني، ولد في 13 مارس 1904 في أوفنباخ أم ماين في ألمانيا، وتوفي بنفس المكان في 8 مايو 1976.

## وصلات خارجية
- أوقست هايم على موقع أوليمبيديا (الإنجليزية)